# Пајн Гроув (Западна Вирџинија)
Пајн Гроув (енгл. Pine Grove) град је у америчкој савезној држави Западна Вирџинија.

## Демографија
По попису из 2010. године број становника је 552, што је 19 (-3,3%) становника мање него 2000. године.
| Група             | 2000.       | 2010.       |
| Белци             | 567 (99,3%) | 546 (98,9%) |
| Афроамериканци    | 0 (0,0%)    | 0 (0,0%)    |
| Азијати           | 1 (0,2%)    | 0 (0,0%)    |
| Хиспаноамериканци | 0 (0,0%)    | 4 (0,7%)    |
| Укупно            | 571         | 552         |